# トリッパー (奥田民生の曲)
『トリッパー』は、2005年10月5日に発売された奥田民生の19枚目のシングル。

## 解説
- THE BAND HAS NO NAMEでの活動を経て、前作「何と言う」から1年1ヶ月ぶりに発売された。
- 奥田が楽曲提供した木村カエラの「BEAT」と同日発売。
- PVは映画「カスタムメイド10.30」の映像を使い、片側を奥田民生もう一方が映画主演の木村カエラの2画面で構成されている。

## 収録曲
1. トリッパー (4:42)
ひとり股旅スペシャル@広島市民球場をモチーフとした映画「カスタムメイド10.30」主題歌。
2. ドライバー (3:01)
3. トリッパー（one light club mix） (5:28)
Roog&GregとYamaguchi Tatsuoによるリミックスバージョン。

全作詞・作曲・編曲：奥田民生

## 収録アルバム
- 記念ライダー2号〜オクダタミオシングルコレクション〜 (#1)
- BETTER SONGS OF THE YEARS (#2)

## 参加ミュージシャン
- 奥田民生 - ボーカル、ギター、パーカッション
- 沼澤尚 - ドラムス
- 小原礼 - ベース
- 斎藤有太 - キーボード